# Plagioporus sebastodis
Plagioporus sebastodis är en plattmaskart. Plagioporus sebastodis ingår i släktet Plagioporus och familjen Opecoelidae. Inga underarter finns listade i Catalogue of Life.